# Essertaux
Essertaux (picardisch: Chartieu) ist eine nordfranzösische Gemeinde mit 270 Einwohnern (Stand 1. Januar 2022) im Département Somme in der Region Hauts-de-France. Die Gemeinde liegt im Arrondissement Amiens und gehört zum Kanton Ailly-sur-Noye.

## Geographie und Wirtschaft
Die Gemeinde auf der Hochfläche zwischen den Flüssen Noye und Selle liegt rund 19 Kilometer südlich von Amiens und acht Kilometer östlich von Conty an der Kreuzung der früheren Route nationale 1 und Route nationale 320; das Gemeindegebiet wird im Westen von der Autoroute A16 begrenzt, die hier eine Anschlussstelle besitzt.
In Essertaux steht eine industrielle Kartoffelerzeugung der Unternehmensgruppe Touquet Savour (Fabrikation u. a. der Kartoffelsorte La Ratte).

## Einwohner
| 1962 | 1968 | 1975 | 1982 | 1990 | 1999 | 2006 | 2010 |
| ---- | ---- | ---- | ---- | ---- | ---- | ---- | ---- |
| 130  | 135  | 153  | 154  | 197  | 199  | 251  | 239  |

## Verwaltung
Bürgermeister (maire) ist seit 2001 Jean Dubois.

## Sehenswürdigkeiten

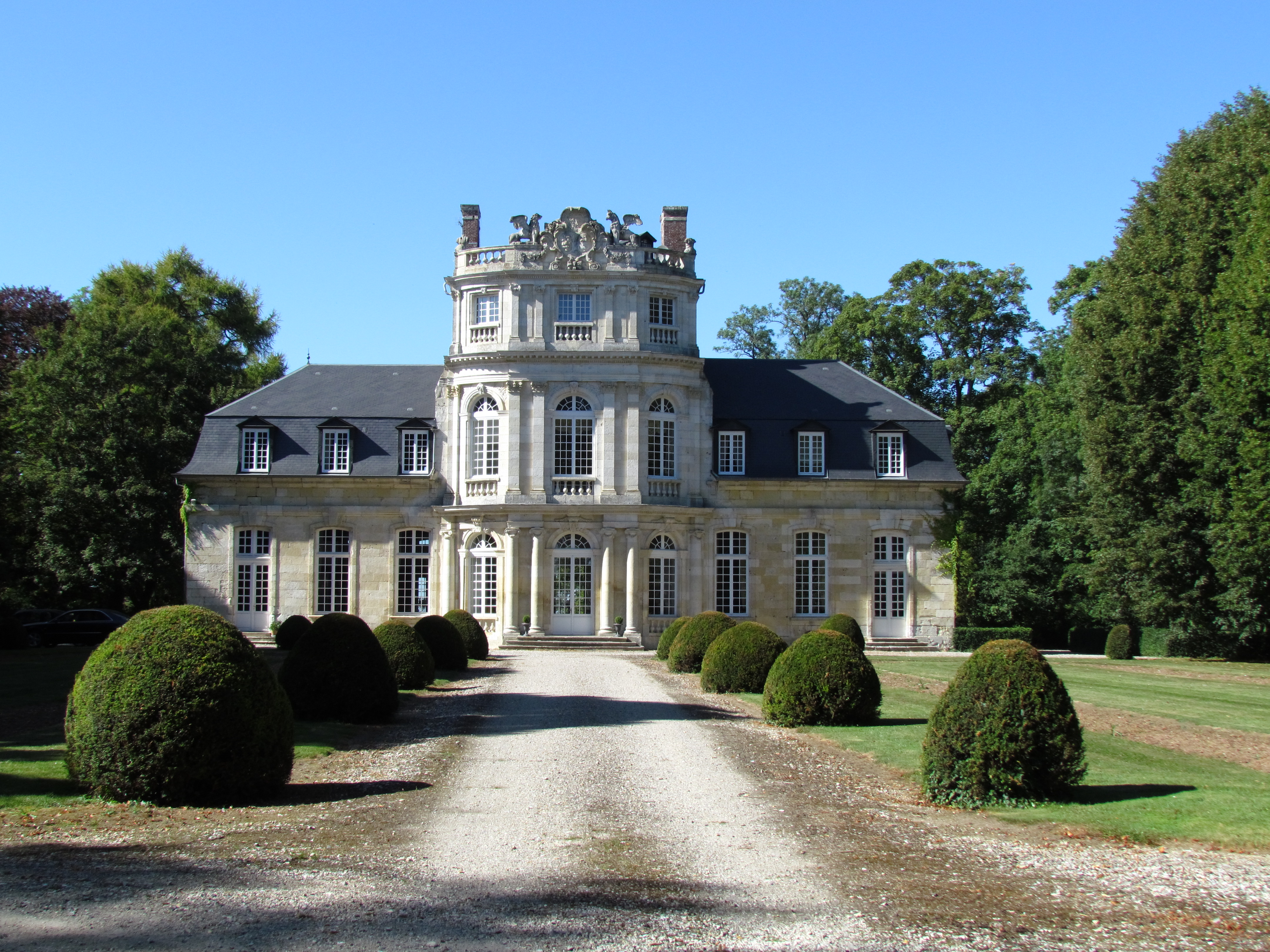
Schloss Essertaux

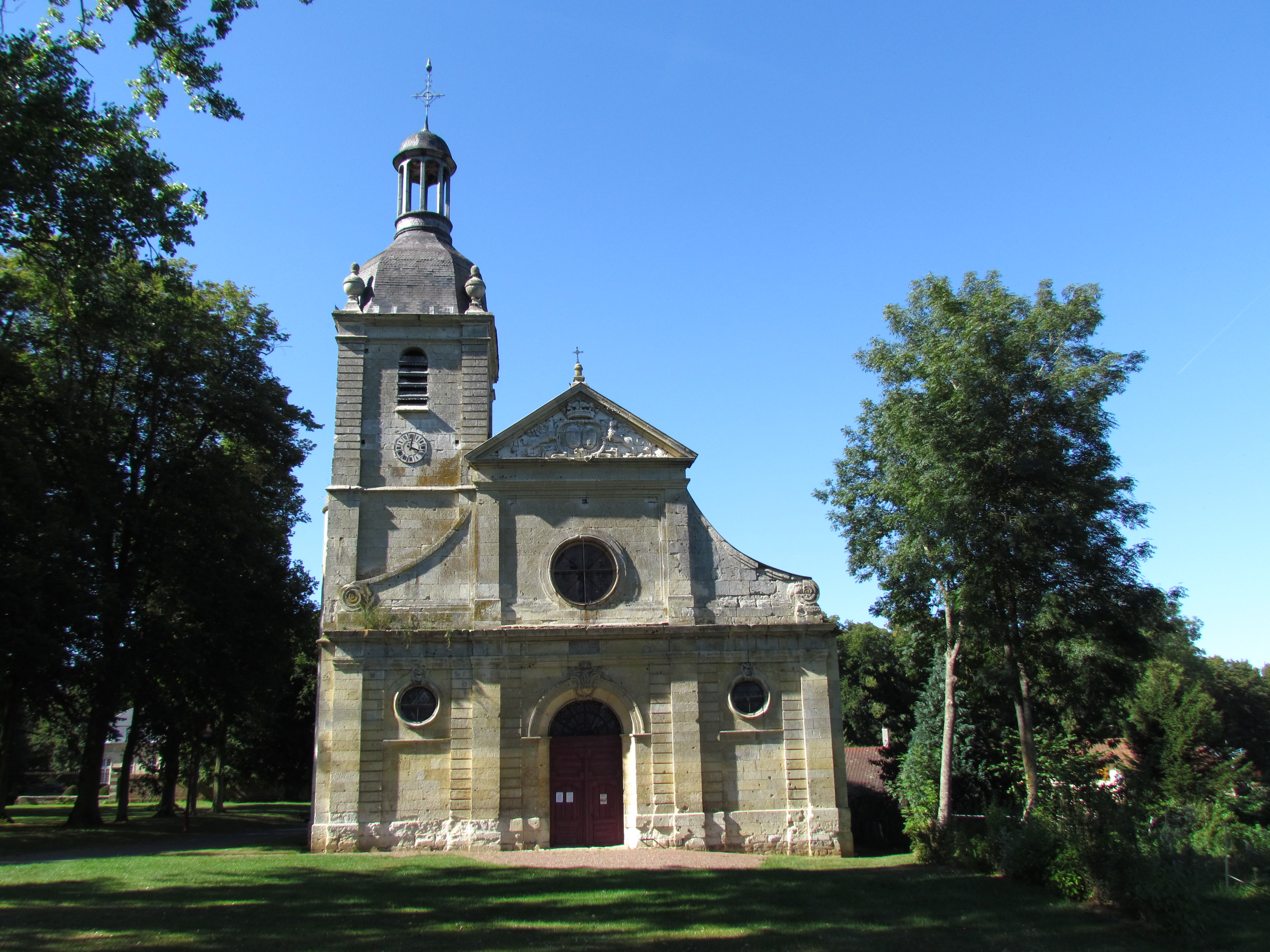
Kirche Saint-Jacques-le-Majeur

- in der zweiten Hälfte des 18. Jahrhunderts für die Familie de Béry errichtetes, in der Französischen Revolution fast vollständig abgebrochenes Schloss von Essertaux (Château d’Essertaux); erhalten sind der Mittelrisalit und das Erdgeschoss des Hauptflügels mit einem aufgesetzten Mansarddach; seit 1926 als Monument historique eingetragen (Base Mérimée PA00116145)
- Kirche Saint-Jacques-le-Majeur aus dem Jahr 1769, 1969 ebenfalls als Monument historique eingetragen (Base Mérimée PA00116146)